# Reichsbund der Kinderreichen
Der Reichsbund der Kinderreichen Deutschlands zum Schutze der Familie e. V. (RdK) wurde 1922 als Interessens- und Selbsthilfeorganisation für kinderreiche Familien gegründet. Er bestand bis zum Ende des Nationalsozialismus.

## Weimarer Republik
Der Verein wurde 1922 gegründet und verstand sich zunächst als parteipolitisch und konfessionell unabhängige Selbsthilfe-Organisation. Er grenzte sich von Wohlfahrtsorganisationen ab und leistete über Beratung konkrete Hilfe zur Selbsthilfe. Aufgenommen wurden Familien, bei denen behördlich bestätigt war, dass sie mindestens vier Kinder hatten, und Witwen mit mindestens drei Kindern. 
Tagespolitische Hauptforderungen waren die Verbesserung des Mutterschutzes, die Einführung eines Familienlohns und von Kinderzulagen, Steuerermäßigungen, die bevorzugte Vergabe ausreichenden Wohnraums sowie Schulgeld- und Lernmittelfreiheit. Eingebettet waren diese Forderungen in allgemeine Vorstellungen von einer „Erhaltung des Volksbestandes“ (Weimarer Programm, 1923), der bedroht sei, mit Anschlussstellen zum Weimarer Eugenik- und Rassenhygiene-Diskurs. 
Eine verstärkte Annäherung an rassenhygienische Positionen und schließlich die Übernahme der Rassenhygiene als grundlegendes Konzept vollzog sich bereits bis zum Ende der 1920er Jahre. Unter dem Einfluss der als „moderat“ geltenden Eugeniker Hermann Muckermann, Friedrich Burgdörfer und Alfred Grotjahn, sowie unter der aktiven Mitarbeit der Rassenhygieniker Rainer Fetscher, Philateles Kuhn und Emil Abderhalden verlagerte der RdK ab 1930 seinen inhaltlichen Schwerpunkt auf die Forderung nach „Pflege und Erhaltung der erbgesunden kinderreichen Familie“.
Der Jesuit Hermann Muckermann und der Sozialdemokrat Alfred Grotjahn waren Mitglieder der Gesellschaft für Rassenhygiene. In einer Veranstaltung des Landesverbands Bayern des RdK kritisierte Muckermann 1930 die staatliche Sozialpolitik. Sie bewirke den Rückgang der „erbgesunden“ Familien, weil sie ihre Mittel in die Fürsorge für das „Minderwertige“ investiere. So beschleunige sie den „Prozeß des Dahinsiechens der erbgesunden Familie“. Grotjahn trat ebenfalls für eine erhöhte Geburtenrate der „Erbgesunden“ ein. Auch er sah eine bevölkerungspolitische Gefahr. „Alle geschichtlich bedeutenden Völker, alle Herrenvölker und gerade von ihnen die kriegerisch hervorgegangenen“ seien „an mangelndem Nachwuchs untergegangen“. Die Zwangssterilisation „aus rassenhygienischer Indikation“ erschien ihm ein geeignetes Mittel im Kampf gegen die – imaginäre – fortschreitende Erkrankung des „Volkskörpers“. 
Der RdK verfügte vor diesem Hintergrund über gute Beziehungen nicht nur zur völkischen Rechten, sondern auch zum Zentrum oder zur Bayerischen Volkspartei.
Als exemplarische Untergliederung aber kann der Bezirk Siegerland, der mit 45 Ortsgruppen (1931) größte Bezirk, gelten. Der RKD wurde dort seit 1925 von einem Nationalsozialisten geleitet und verstand sich weit vor der Machtübernahme als Unterstützer und Propagandist nationalsozialistischer Bevölkerungs- und Familienpolitik.

## Nationalsozialismus
Im Nationalsozialismus erfuhr der RdK großzügige Unterstützung und staatliche Anerkennung. Er war dem Rassenpolitischen Amt der NSDAP angeschlossen und Mitglied des Reichsausschusses für Volksgesundheitsdienst e. V. beim Reichsministerium des Innern. Der Reichsbundesleiter Wilhelm Stüwe beschrieb ihn 1936 als „Front der erbgesunden deutschen kinderreichen Familien“ und als „Kampfbund, der nationalsozialistisches Denken in das Volk tragen will.“ 
Der RdK propagierte die „biologische Erneuerung unseres Volkes“, so der Titel einer programmatischen Schrift des Reichsleiters.
Für marginalisierte kinderreiche Unterschichtfamilien, wie sie in damaliger Sicht als „asozial“ galten, setzte er sich nicht ein, vertrat vielmehr die „unbedingte, scharf hervortretende Trennung von der erbkranken, sittlich oder sonstwie belasteten, also minderwertigen Großfamilie“ zugunsten der „Auslese der deutschblütigen erbgesunden, also vollwertigen kinderreichen Familien“. Hier liege durch Ressourcenentzug im einen und Ressourcengewährung im anderen Fall die „Voraussetzung für jede Lösung der Kinderreichenfrage“. Man sei „ein Bund des Kampfes und der Auslese“. Als nicht „deutschblütig“ standen jüdische oder Roma-Familien grundsätzlich nicht nur außerhalb jeder Förderung, sie waren als „minderwertig“ und dem „Volkskörper“ gefährlich Objekte negativer „Auslese“.
In den späteren 1930er Jahren benannte der RdK sich in Reichsbund Deutsche Familie (RDF) um.
Als Vater von zehn ehelichen Kindern war NSDAP-Gauleiter Fritz Sauckel Vorsitzender des „Ehrenführerrings“ des Reichsbundes der Kinderreichen.

## Nach dem Ende des Nationalsozialismus
Mit dem Kontrollratsgesetz Nr. 2 (Auflösung und Liquidierung der Naziorganisationen) vom 10. Oktober 1945 wurde die Organisation durch den Alliierten Kontrollrat verboten und ihr Eigentum beschlagnahmt. Aus dem RdK bzw. dem Reichsbund Deutsche Familie ging nach dem Ende des Nationalsozialismus der Bund kinderreicher und junger Familien Deutschlands e. V. (BKD) hervor, der 1970 mit dem 1950 in München gegründeten Deutschen Familienverband e. V. fusionierte. Der DFV ist nach eigenen Angaben parteipolitisch wie konfessionell ungebunden und versteht sich als Lobby für Familien in Deutschland wie bereits der RdK bei seiner Gründung im Jahr 1922 und der BKD.